# 維根沃爾蓋特站
維根沃爾蓋特站（英語：Wigan Wallgate railway station）是服務英國大曼徹斯特郡維根的兩座鐵路車站之一，的另一個主要車站是維根西北站，距離沃爾蓋特站大約110碼（100公尺）。